# 真龍寺 (神埼市)
真龍寺（しんりゅうじ）は、佐賀県神埼市神埼町志波屋にある曹洞宗の仏教寺院。佐賀藩主鍋島家藩祖以来の外戚家門石井家を出自とする鍋島主水家（横岳鍋島家）の菩提寺である。当家は、代々佐賀藩の家老をつとめ、知行7,500石を領した。当山の所在地は当家代々の知行所であった。当山境内にある当家代々の墓所は、「神埼市歴史まちづくり遺産」として認定・登録されている。

## 歴史
元来、鍋島主水家の菩提寺は、初代当主鍋島（石井）茂里（藩祖鍋島直茂の婿養子）以来、佐賀市本庄町鹿子にある大宝山妙玉寺であった。第3代当主鍋島武興の没後、養子で第4代当主鍋島直朗（小城藩初代藩主鍋島元茂の子）が、養父の菩提を弔うため、当地に新たな菩提寺として開基したのが当山の起源である。
初代茂里は、先祖以来、日蓮宗に帰依していたが、主家の鍋島家が曹洞宗に帰依していた関係から、茂里は生前、日蓮の禅天魔の逸話を挙げて、「殿様が禅宗に帰依して地獄に行くならば、我もそのお供をして地獄に行くのみ」と語ったとされ、鍋島主水家は禅宗である曹洞宗に改宗したとされている。ただし、初代茂里・月窓院夫妻の墓所は、妙玉寺にあり、当山の茂里の墓は、墓石のみである。当家の分家石井織部家、石井伝兵衛家、石井清兵衛家（いずれも二代当主鍋島茂宗の子息を祖とする）も当山を菩提寺とした。
以来、現在に至るまで、鍋島主水家の菩提寺として続いている。近代に至って寺は荒廃したが、前の住職家が再興した。

## 名所・史蹟
- 佐賀藩家老鍋島主水家歴代の墓（神埼市歴史まちづくり遺産）
- 鍋島主水家分家石井清兵衛家初代石井清兵衛武明（別名：鍋島右京宗之、第2代当主鍋島茂宗の五男）の墓
- 金木犀の老木（佐賀県の名木百選に登録）

## 交通
- JR長崎本線神埼駅よりバスで15分